# Pachybrachis
Genre
Synonymes
- Homoeostigmus Jakobson, 1917[2]
- Pachybrachys Mannerheim, 1843[2]
- Pachystylus Rey, 1883 nec Wollaston, 1873[2]

Pachybrachis est un genre d'insectes coléoptères de la famille des Chrysomelidae.

## Liste d'espèces
Selon ITIS (7 mars 2020) :
- Pachybrachis abdominalis (Say, 1824)
- Pachybrachis alacris Fall, 1915
- Pachybrachis alticola Fall, 1915
- Pachybrachis analis J. L. LeConte, 1861
- Pachybrachis arizonensis Bowditch, 1909
- Pachybrachis atomarius (F. E. Melsheimer, 1847)
- Pachybrachis badius Fall, 1915
- Pachybrachis bajulus Suffrian, 1852
- Pachybrachis bivittatus (Say, 1824)
- Pachybrachis brevicollis J. L. LeConte, 1880
- Pachybrachis brevicornis Fall, 1915
- Pachybrachis brunneus Bowditch, 1909
- Pachybrachis bullatus Fall, 1915
- Pachybrachis caelatus J. L. LeConte, 1858
- Pachybrachis calcaratus Fall, 1915
- Pachybrachis calidus Fall, 1915
- Pachybrachis californicus Fall, 1915
- Pachybrachis carolinensis Bowditch, 1910
- Pachybrachis cephalicus Fall, 1915
- Pachybrachis chaoticus Fall, 1915
- Pachybrachis circumcinctus Crotch, 1874
- Pachybrachis coloradensis Bowditch, 1909
- Pachybrachis confederatus Fall, 1915
- Pachybrachis conformis Suffrian, 1852
- Pachybrachis confusus Bowditch, 1909
- Pachybrachis connexus Fall, 1915
- Pachybrachis consimilis Fall, 1915
- Pachybrachis conspirator Fall, 1915
- Pachybrachis contractifrons Fall, 1915
- Pachybrachis convictus Fall, 1915
- Pachybrachis crassus Bowditch, 1909
- Pachybrachis croftus Bowditch, 1909
- Pachybrachis cruentus J. L. LeConte, 1880
- Pachybrachis cylindricus Bowditch, 1909
- Pachybrachis delumbis Fall, 1915
- Pachybrachis densus Bowditch, 1909
- Pachybrachis desertus Fall, 1915
- Pachybrachis dilatatus Suffrian, 1852
- Pachybrachis discoideus Bowditch, 1909
- Pachybrachis diversus Fall, 1915
- Pachybrachis donneri Crotch, 1874
- Pachybrachis dubiosus J. L. LeConte, 1880
- Pachybrachis duryi Fall, 1915
- Pachybrachis femoratus (Olivier, 1808)
- Pachybrachis fortis Fall, 1915
- Pachybrachis fractus Fall, 1915
- Pachybrachis fuscipes Fall, 1915
- Pachybrachis gracilipes Fall, 1915
- Pachybrachis haematodes Suffrian, 1852
- Pachybrachis hector Fall, 1915
- Pachybrachis hepaticus (F. E. Melsheimer, 1847)
- Pachybrachis hybridus Suffrian, 1852
- Pachybrachis illectus Fall, 1915
- Pachybrachis immaculatus Jacoby, 1889
- Pachybrachis impurus Suffrian, 1852
- Pachybrachis insidiosus Fall, 1915
- Pachybrachis integratus Fall, 1915
- Pachybrachis jacobyi Bowditch, 1909
- Pachybrachis lachrymosus Fall, 1915
- Pachybrachis laevis Bowditch, 1909
- Pachybrachis latithorax Clavareau, 1913
- Pachybrachis liebecki Fall, 1915
- Pachybrachis litigiosus Suffrian, 1852
- Pachybrachis livens J. L. LeConte, 1858
- Pachybrachis lodingi Bowditch, 1909
- Pachybrachis longus Bowditch, 1909
- Pachybrachis luctuosus Suffrian, 1858
- Pachybrachis luridus (Fabricius, 1798)
- Pachybrachis lustrans J. L. LeConte, 1880
- Pachybrachis m-nigrum (F. E. Melsheimer, 1847)
- Pachybrachis macronychus Fall, 1915
- Pachybrachis marginatus Bowditch, 1909
- Pachybrachis marginipennis Bowditch, 1909
- Pachybrachis marmoratus Jacoby, 1889
- Pachybrachis melanostictus Suffrian, 1852
- Pachybrachis mellitus Bowditch, 1909
- Pachybrachis mercurialis Fall, 1915
- Pachybrachis microps Fall, 1915
- Pachybrachis minor Bowditch, 1909
- Pachybrachis mitis Fall, 1915
- Pachybrachis mobilis Fall, 1915
- Pachybrachis morosus Haldeman, 1849
- Pachybrachis nero Bowditch, 1909
- Pachybrachis nigricornis (Say, 1824)
- Pachybrachis nobilis Fall, 1915
- Pachybrachis nogalicus Fall, 1915
- Pachybrachis notatus Bowditch, 1910
- Pachybrachis nubigenus Fall, 1915
- Pachybrachis nubilis Bowditch, 1909
- Pachybrachis nunenmacheri Fall, 1915
- Pachybrachis obfuscatus Fall, 1915
- Pachybrachis obsoletus Suffrian, 1852
- Pachybrachis osceola Fall, 1915
- Pachybrachis othonus (Say, 1825)
- Pachybrachis parvinotatus Fall, 1915
- Pachybrachis pawnee Fall, 1915
- Pachybrachis peccans Suffrian, 1852
- Pachybrachis pectoralis (F. E. Melsheimer, 1847)
- Pachybrachis petronius Fall, 1915
- Pachybrachis picturatus (Germar, 1824)
- Pachybrachis pinguescens Fall, 1915
- Pachybrachis pinicola Medvedev in Rouse & Medvedev, 1972
- Pachybrachis placidus Fall, 1915
- Pachybrachis pluripunctatus Fall, 1915
- Pachybrachis postfasciatus Fall, 1915
- Pachybrachis praeclarus Weise, 1913
- Pachybrachis precarius Fall, 1915
- Pachybrachis prosopis Fall, 1915
- Pachybrachis proximus Bowditch, 1909
- Pachybrachis pulvinatus Suffrian, 1852
- Pachybrachis punctatus Bowditch, 1909
- Pachybrachis puncticollis Bowditch, 1909
- Pachybrachis punicus Fall, 1915
- Pachybrachis purus Fall, 1915
- Pachybrachis pusillus Bowditch, 1909
- Pachybrachis quadratus Fall, 1915
- Pachybrachis quadrioculatus Fall, 1915
- Pachybrachis relictus Fall, 1915
- Pachybrachis sanrita Bowditch, 1909
- Pachybrachis signatifrons Mannerheim, 1843
- Pachybrachis signatus Bowditch, 1909
- Pachybrachis snowi Bowditch, 1909
- Pachybrachis sonorensis Jacoby, 1889
- Pachybrachis spumarius Suffrian, 1852
- Pachybrachis stygicus Fall, 1915
- Pachybrachis subfasciatus (J. E. LeConte, 1824)
- Pachybrachis sublimatus Fall, 1915
- Pachybrachis subvittatus J. L. LeConte, 1880
- Pachybrachis tacitus Fall, 1915
- Pachybrachis texanus Bowditch, 1909
- Pachybrachis thoracicus Jacoby, 1889
- Pachybrachis tridens (F. E. Melsheimer, 1847)
- Pachybrachis trinotatus (F. E. Melsheimer, 1847)
- Pachybrachis truncatus Bowditch, 1909
- Pachybrachis tumidus Bowditch, 1909
- Pachybrachis turgidicollis Fall, 1915
- Pachybrachis tybeensis Fall, 1915
- Pachybrachis umbraculatus Suffrian, 1852
- Pachybrachis uncinatus Fall, 1915
- Pachybrachis uteanus Fall, 1915
- Pachybrachis vacillatus Fall, 1915
- Pachybrachis varians Bowditch, 1909
- Pachybrachis varicolor Suffrian, 1852
- Pachybrachis vau Fall, 1915
- Pachybrachis vestigialis Fall, 1915
- Pachybrachis viduatus (Fabricius, 1801)
- Pachybrachis virgatus J. L. LeConte, 1880
- Pachybrachis vulnerosus Fall, 1915
- Pachybrachis wenzeli Fall, 1915
- Pachybrachis wickhami Bowditch, 1909
- Pachybrachis xantholucens Fall, 1915
- Pachybrachis xanti Crotch, 1873